# Flora Huayaquilensis
Flora Huayaquilensis è una raccolta di documenti, realizzata dal medico e studioso ecuadoriano Eduardo Estrella Aguirre sulla spedizione botanica di Juan José Tafalla Navascués dal 1799 al 1808.

## Storia
Una delle prime spedizioni in Sud America da parte di uno spagnolo per documentare piante del luogo fu realizzata da Juan Tafalla le cui opere andarono perdute per 200 anni. Il dottor Estrella riuscì a trovarle nell'archivio del Real Jardín Botánico de Madrid nel 1985, dove rintracciò la documentazione della "Divisione IV" corrispondente alla spedizione di Ruiz e Pavon in Perù e Cile, trovando innumerevoli descrizioni di piante la cui origine corrisponde ai luoghi appartenenti alla Reale Raccolta Pubblica di Quito.
Il lavoro presso l'archivio del Real Jardín Botánico de Madrid fu arduo e faticoso in quanto richiese quasi tre anni per il suo completamento. A Madrid il dottor Estrella continuò le sue osservazioni in archivio ottenendo le prove che, per almeno alcuni anni, il botanico Juan Tafalla e i suoi compagni avevano esplorato questi luoghi in maniera sistematica.

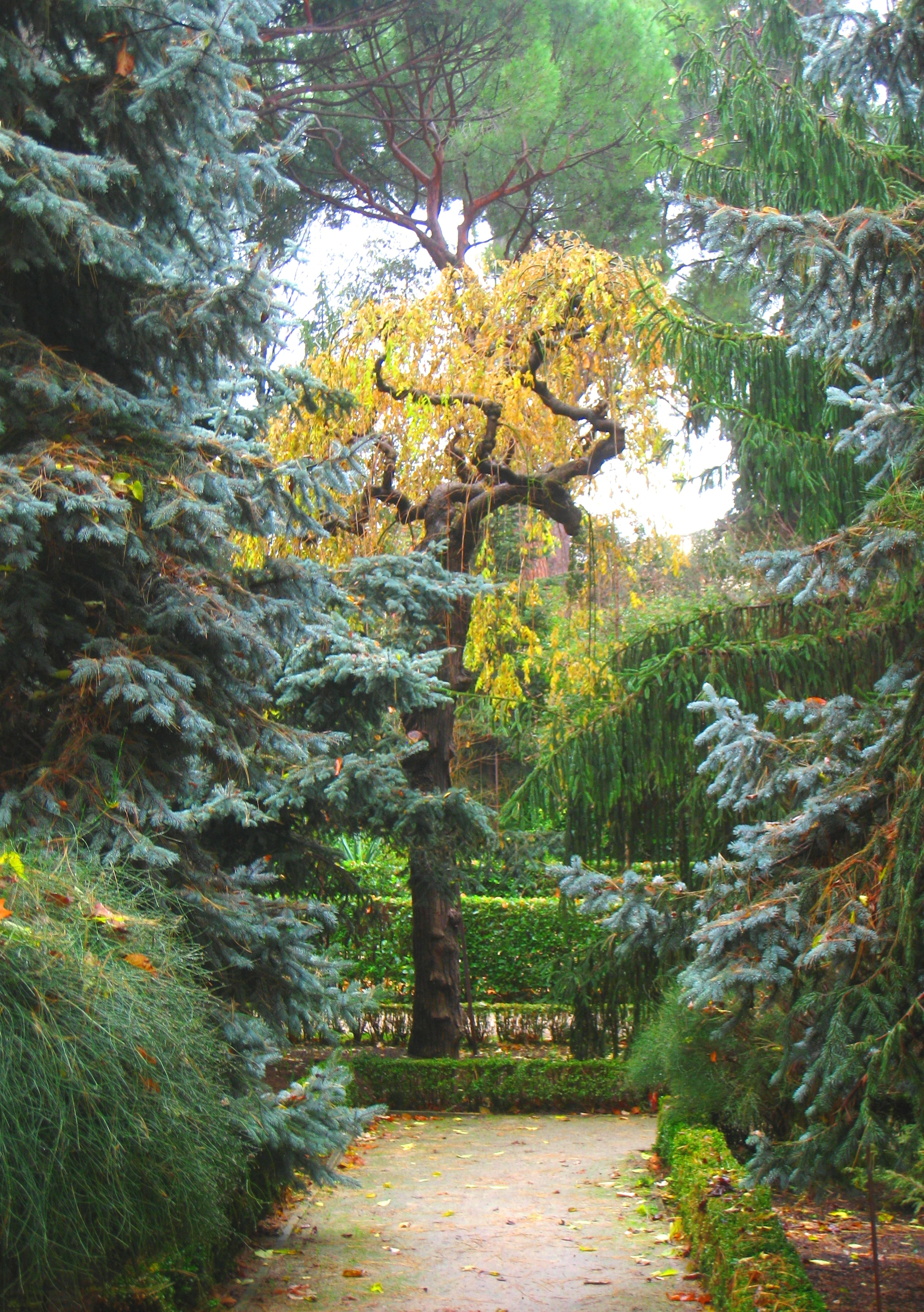
Real Jardín Botánico de Madrid

I fogli erano numerati e contenevano la misteriosa sigla FH e differivano da altri che non corrispondevano alla flora della Corte Reale, e che riportavano la sigla FP. Ancora non vi era niente di chiaro, e vi erano prove sufficienti per ritenere che fosse la traccia di qualcosa di importante e questo portò alla pubblicazione della Flora Huayaquilensis, dopo 200 anni, dandone il merito alla spedizione di Juan Tafalla.